# Шак, Уильям Эдвард
Уильям Эдвард Шак-младший (англ. William E. Shuck Jr.; 16 августа 1926 — 3 июля 1952) — американский морской пехотинец, награждён посмертно медалью Почёта США за героические действия 3 июля 1952 года в ходе Корейской войны.

## Биография
Родился 16 августа 1926 года в г. Камберленд, штат Мэриленд, вырос в Ридгели, штат Западная Виргиния. В 1944 году окончил хай-скул Ридгели. 
В 1944-46 годах состоял в военно-морском резерве. 14 ноября 1947 года вступил в ряды корпуса морской пехоты. В ходе Корейской войны был командиром пулемётного отделения 7-го полка, первой дивизии морской пехоты. 3 июля 1952 года  в ходе штурма вражеской позиции был убит огнём снайпера когда оказывал помощь в  эвакуации раненых. За свои героические действия  награждён посмертно медалью Почёта США.
Медаль Почёта была вручена вице-президентом Ричардом Никсоном его вдове на церемонии награждения в казармах морской пехоты в г. Вашингтон 9 сентября 1953 года.
В честь Шака назван зал на базе морской пехоты в Куантико.

### Наградная запись к медали Почёта
За выдающуюся храбрость и доблесть, проявленные с риском для жизни при выполнении и перевыполнении долга службы во время службы командиром отделения роты G в бою с вооружёнными силами агрессора. Когда его взвод попал под опустошительный вал вражеского огня из лёгкого стрелкового оружия, артиллерии, миномётов  гранат в ходе штурма хорошо укреплённых позиций на высоте  противником далеко впереди основной линии сопротивления штаб-сержант Шак, несмотря на болезненное ранение, отказался от медицинской помощи и продолжил вести в атаку своё пулемётное отделение. Без колебаний приняв командование над стрелковым отделением, когда его командир был выбит из строя, он умело организовал два отделения в атакующий отряд и провёл две дерзкие атаки на вражеские позиции. Получив второе ранение, он упорно отказывался от эвакуации и оставался на передовой позиции под плотным огнём, пока не убедился, что все убитые и раненые были эвакуированы. Он был смертельно ранен пулей вражеского снайпера, когда добровольно помогал унести последнюю жертву. Сила духа и великая личная храбрость штаб-сержанта Шака перед лицом превосходящего по численности противника вдохновили всех, кто его видел. Своей непоколебимой храбростью он заслужил высочайшую честь для себя и военно-морской службы США. Он храбро отдал жизнь за свою страну.   
Оригинальный текст (англ.)
For conspicuous gallantry and intrepidity at the risk of his life above and beyond the call of duty while serving as a squad leader of Company G, in action against enemy aggressor forces. When his platoon was subjected to a devastating barrage of enemy small-arms, grenade, artillery, and mortar fire during an assault against strongly fortified hill positions well forward of the main line of resistance, S/Sgt. Shuck, although painfully wounded, refused medical attention and continued to lead his machine gun squad in the attack. Unhesitatingly assuming command of a rifle squad when the leader became a casualty, he skillfully organized the 2 squads into an attacking force and led 2 more daring assaults upon the hostile positions. Wounded a second time, he steadfastly refused evacuation and remained in the foremost position under heavy fire until assured that all dead and wounded were evacuated. Mortally wounded by an enemy sniper bullet while voluntarily assisting in the removal of the last casualty, S/Sgt. Shuck, by his fortitude and great personal valor in the face of overwhelming odds, served to inspire all who observed him. His unyielding courage throughout reflects the highest credit upon himself and the U.S. Naval Service. He gallantly gave his life for his country.
— 